# Carroll megye (Arkansas)
Carroll megye az Amerikai Egyesült Államokban, azon belül Arkansas államban található. Megyeszékhelye Berryville és Eureka Springs, legnagyobb városa Berryville. Lakosainak száma 28 260 fő (2020. április 1.). Carroll megye Stone, Taney, Boone, Newton, Madison, Barry és Benton megyékkel határos.

## Népesség
A megye népességének változása:
| Lakosok száma | 27 561 | 27 490 | 27 639 | 27 808 | 27 704 | 28 260 |
|               | 2010   | 2011   | 2012   | 2013   | 2015   | 2020   |